# Diana Maria Chelaru

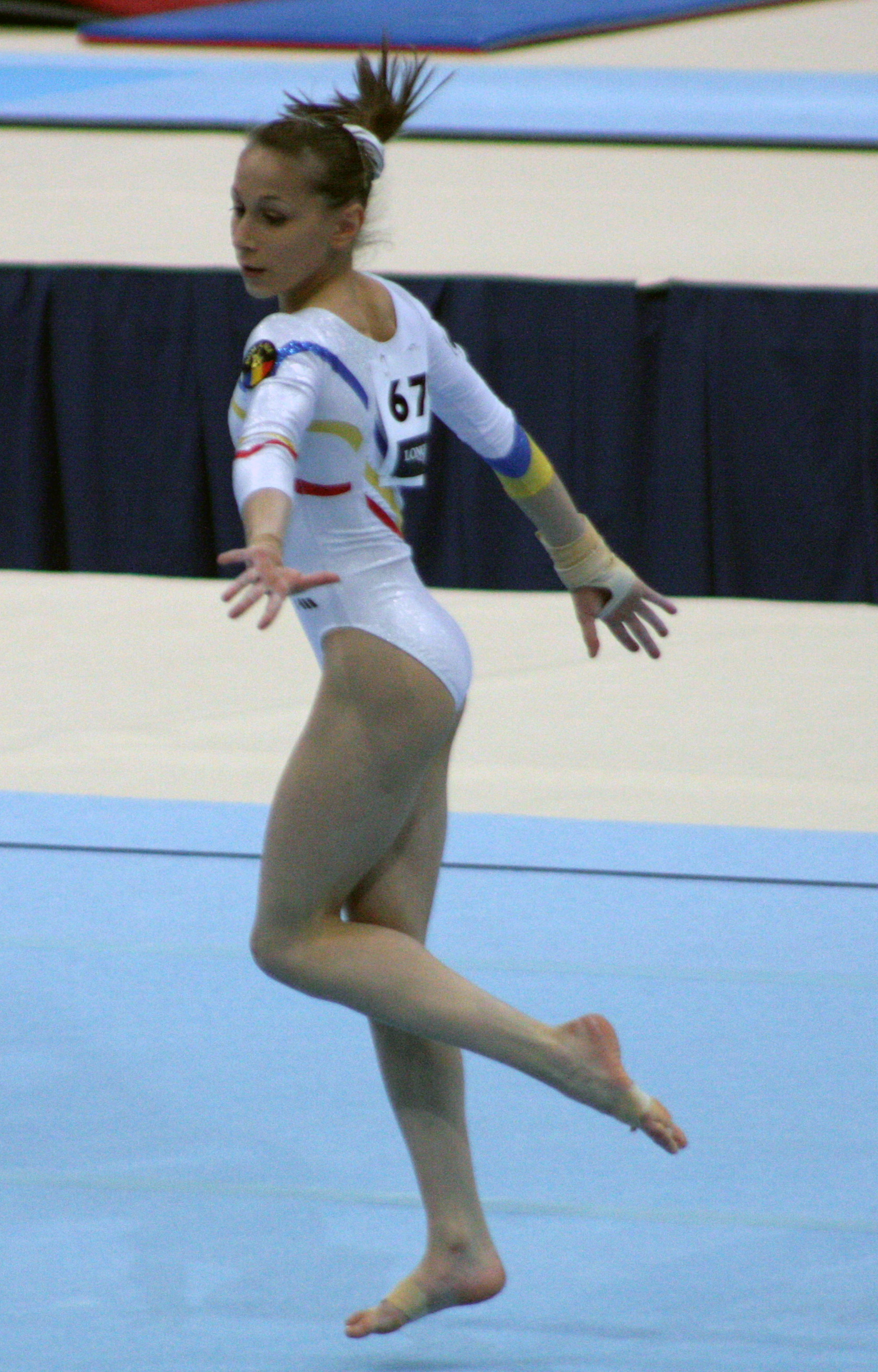
Diana Maria Chelaru (2010)

Diana Maria Chelaru (* 15. August 1993 in Onești, Kreis Bacău) ist eine ehemalige rumänische Kunstturnerin.

## Karriere
2005 kam sie ins Juniorennationalteam, wo sie mit den Trainern Aurica Nistor, Lăcrămioara Moldovan, Cristian Moldovan, Carmen Bogasiu, Ingrid Istrate und Daniel Nistor trainierte.
Bei den Turn-Europameisterschaften 2009 hatte sie ihr Debüt als Seniorin, wo sie im Finale den 14. Platz erreichte. Im selben Jahr wurde sie beim Glasgow Grand Prix sechste am Boden, siebte beim Sprung und achte am Stufenbarren. Ihre erste Teilnahme an einem Weltcup war ebenfalls 2009 bei den Turn-Weltmeisterschaften in London. Hier wurde sie 15. im Boden- und Sprung-Finale.
2010 gewann bei den Europameisterschaften Bronze am Boden sowie mit der Mannschaft. Bei den Weltmeisterschaften im selben Jahr wurde sie punktgleich mit der Russin Alija Mustafina Vize-Weltmeisterin am Boden. Bei den Turn-Europameisterschaften 2011 in Berlin gewann Chelaru am Boden die Silbermedaille.
Bei den Olympischen Sommerspielen 2012 in London erreichte sie im Mannschaftswettbewerb mit der rumänischen Damenriege die Bronzemedaille hinter den Olympiasiegerinnen aus den USA und Russland.